# Thuidium recognitum
Thuidium recognitum là một loài Rêu trong họ Thuidiaceae. Loài này được (Hedw.) Lindb. miêu tả khoa học đầu tiên năm 1874.